# الباقر أحمد عبد الله
الدكتور  الباقر أحمد عبد الله، من مواليد 1948م بعديد البشاقرة في منطقة الجزيرة وسط السودان.

## أسرته
متزوج من ابتسام عفان أحمد عمر نائب المدير العام لصحيفة الخرطوم وله ولد وثلاث بنات.

## المؤهلات العلمية
- حصل على درجة البكالوريوس في الأعلام من كلية الإعلام جامعة القاهرة في عام 1975 م في أول دفعة خرجتها كلية الإعلام ومن أساتذته  جلال الحمامصي.
- حصل على درجة الماجستير في العلوم السياسية مع تخصص في شئون الشرق الأوسط جامعة اكستر ببريطانيا 1984 م.
- حصل على درجة الدكتوراه في العلوم السياسية جامعة اكستر ببريطانيا من كلية العلوم السياسية لعام 1992 م تحت اشراف prof.TIM NIBLOCK والممتحن الخارجي Prof.Peter Wooward.

## الخبرات السياسية والإعلامية
- عمل في قيادة الشباب والطلاب بالحزب الاتحادي الديمقراطي ومؤسسة الزعيم إسماعيل الأزهري ,وهو الحزب الذي شكل أول حكومة وطنيه في خمسينيات القرن الماضي. والذي يترأسه اليوم محمد عثمان الميرغني وقد عرف هذا الحزب بخصوصية علاقته مع مصر، وتبني الحزب في وقت مبكر شعار وحدة وادي النيل.
- مثل الباقر الحزب الاتحادي والسودان في وقت مبكر في عدد من المؤتمرات الطلابية والشبابية كمؤتمر الشباب الديمقراطي العالمي الذي عقد في العاصمة البلغارية «صوفيا» في العام 1968 م كما شارك في بعض المؤتمرات الشبابية والطلابية في جمهورية مصر العربية وبعض الأقطار العربية.
- من مؤسسي رابطة الطلاب الاتحاديين في جمهورية مصر العربية العام 1972م.
- أصبح رئيساً لتنظيم الجبهة الوطنية الطلابي في العام 1973م بالقاهرة والتي كانت تضم بالإضافة لطلاب الحزب الاتحادي الديمقراطي كلا من حزبي الأمة والإخوان المسلمين بالسودان وقد انتزع هذا التنظيم(القوي الوطنية) قيادة الاتحاد العام للطلاب السودانيين بمصر من تنظيم الجبهة الديمقراطية السودانية في العام 1974م.
- في سبتمبر 1976 م تم إحضاره بطائره خاصة من مصر بعد فشل حركه 2يوليو 1976م ضد الرئيس النميري ليودع في السجن العمومي بكوبر قرابة العامين.
- تعرض للاعتقال من جديد في العام 1979 م حيث شارك في ندوة سياسية ضد نظام النميري مع بعض قيادات الحزب وظل رهن الاعتقال ليخرج من السجن في أبريل 1981 م.
- تم استدعاؤه من زعيم الحزب الشريف حسين الهندي إلي بريطانيا ليشرف علي الإعلام المعارض بقيادة الحزب ووصل إلي لندن 2 يونيه 1981م بعد اتصالات قام بها الشريف حسين الهندي  ليكون إلي جانب الشريف حسين الهندي حتى توفي الشريف باليونان في مستهل عام 1982م.
- أصبح الناطق الرسمي للحزب في المملكة المتحدة وغرب أوروبا بعد وفاة الشريف حسين الهندي بالتنسيق التام مع شقيقه الشريف زين العابدين الهندي الذي أصبح فيما بعد الأمين العام لحزب الاتحاد الديمقراطي  كان  الدكتور الباقر يعد من اقرب أصدقائه.
- في أول عام 1986م عاد الدكتور الباقر إلي السودان بعد نجاح انتفاضة أبريل التي أسقطت نظام الرئيس نميري واختير أمينا عاما للإعلام للحزب الاتحادي الديمقراطي برئاسة الميرغني وقام بتأسيس صحيفة الحزب الرسمية (الاتحادي) في نفس العام وأصبح أول رئيس لتحريرها.
- في عام 1987م  قام بإصدار مجلة الأشقاء الأسبوعية المستقلة الشاملة وكانت أول مجلة سودانية أسبوعية شامله تستخدم فرز الألوان واستمرت في الصدور حتى تم إغلاقها أسوة بالصحف السودانية الأخرى في البيان  الأول لانقلاب الإنقاذ في 30يونيه 1989 م.
- تقدم باستقالته من رئاسة تحرير الاتحادي ليصدر صحيفة الخرطوم اليومية المستقلة في أول العام 1988م لتصبح الصحيفة السودانية الأولي في وقت وجيز قبل أن تغلقها سلطات الانقلاب في بيانها الأول اسوة ببقيه الصحف السودانية كما اسلفنا.
- سافر من السودان في فجر30 يونيه بأخر طائرة متوجها إلي بريطانيا ومنها الي  السويد بدعوه من احدي الشركات الاوربية العاملة في ورق الصحف، ومن هناك عاد الي لندن ليكمل درجة الدكتوراه في آخر فبراير 1992 م ليلتحق بعد ذلك بالعمل الإعلامي المعارض لحين عودته إلي السودان عام 2001 م.
- في مستهل عام 1993م قام بإصدار صحيفة الخرطوم اليومية من جديد لتتم طباعتها بالقاهرة وتوزع في كل دول الخليج بالإضافة لبعض العواصم الأوربية مثل لندن وباريس.
- عند قيام التجمع الوطني الديمقراطي المعارض بالخارج أصبحت صحيفة الخرطوم شبه الناطقة بلسان حاله لتتم طباعتها بالإضافة إلي مصر في مملكة البحرين.
- في العام 2001 م عاد إلي السودان مع عدد من القيادات المعارضة ليقوم من جديد بإصدار الصحيفة داخل السودان في طبعة متزامنة مع طبعة الخليج.
- صدرت الموافقة السامية بطباعة صحيفة الخرطوم في المملكة العربية السعودية ولا تزال تطبع يوميا في مطابع عكاظ بجدة لتوزع في عدد من الأقطار الخليجية بالتزامن مع طبعة السودان.
- تم انتخاب الدكتور الباقر احمد عبد الله ممثلا للناشرين السودانيين في المجلس القومي للصحافة والمطبوعات لدورته الماضية ولأكثر من أربعة أعوام متتالية قبل أن تنتهي تلك الدورة في  الأشهر القليلة الماضية وأصبح رئيسا للجنة سميت بلجنة الحريات الصحفية وأخلاقيات المهنة بالمجلس القومي للصحافة في تلك الدورة.
- يقف الآن علي قمة قيادة الحزب الاتحادي الديمقراطي بزعامة السيد الميرغني كعضو لمكتبة السياسي واحد قياداته الوسطية.